# Сталінські репресії
Ста́лінські репре́сії — масові репресії, що здійснювалися в СРСР в 1931—1950-ті роки та пов'язані з ім'ям організатора й ідеолога репресій Йосипа Сталіна, диктатора Радянського Союзу в цей період. До репресивних акцій можна віднести геноцид українців, чистки в рядах правлячої ВКП(б) (після 1952 р. КПРС) та НКВС, розкуркулення, депортації цілих етнічних груп, гоніння проти «соціально чужих елементів» і «саботажників», масові ув'язнення та розстріли «ворогів народу». З точки зору міжнародного права, такі злочини нічим не відрізняються від злочинів Нацистської Німеччини, класифікуються міжнародним законодавством як злочини проти людяності і відповідно до Лондонського Статуту Міжнародного військового трибуналу підпадають під юрисдикцію Міжнародного військового трибуналу.

## Загальні оцінки
Радянський дисидент та публіцист Ігор Буніч зазначав:
Якщо порівняти ці події з гітлерівським геноцидом євреїв, то треба визнати, що нацисти були набагато гуманнішими у власній країні. Ворог був визначений чітко. Якщо ти єврей — ти ворог, якщо ні, то ні. Як пощастило народитися. Такі ж ярлики, як «буржуй», «ворог народу», «кулак», «підкуркульник» та інші — могли бути навішені на кого завгодно і в будь-якій кількості. У цьому й полягає головна відмінність масового терору від терору вибраного.
Загалом у 1921—1953 роках (роки правління Сталіна) у СРСР, за підрахунками державного російського історика РАН В. Земськова, було засуджено 23,77 млн осіб, з них до найвищої міри покарання — 6.43 мільйона осіб, на заслання — 3.765  мільйонів осіб (дані з довідки на ім'я Н. С. Хрущова, підготовленої прокурором СРСР Руденко, міністром внутрішніх справ СРСР Кругловим і міністром юстиції СРСР Горшеніним в 1954 році). При цьому важливо враховувати, що відлік ведеться тільки з 1921 року, коли червоний терор пішов на спад, а жертви більшовиків 1918—1920 років, коли вони особливо активно застосовували інститут заручників і масові розстріли, не враховуються взагалі. Земськов також не включає в список репресованих розкуркулених селян і жертв голоду 1932—1933 років. Особисто Сталіним і Політбюро ЦК ВКП (б) по т. зв. «Сталінських розстрільних списках» було винесено на осуд 44 893 осіб (1937—1938 роки — 43 768 осіб, 1940—1950 роки 1125 осіб), у переважній більшості це члени управлінських структур, у тому числі НКВС і РСЧА. Майже всі розстріляні. За 1937—1938 роки загинуло 78 % членів ЦК ВКП (б). Найжорсткіша чистка була здійснена в органах НКВС. У книзі з промовистою назвою «Велика брехня XX століття» Земськовим вказується, що найбільша кількість засуджених (загалом, не лише за «політичними» статтями) знаходилась у ГУЛАГу у 1950 році — 2,56 млн осіб. При цьому, деякими дослідниками констатовані факти навмисного применшення істориками РАН значущості питань, що ними вивчалися, і це ставить під розумний сумнів результати досліджень працівників Російської академії наук.
Так за підрахунками незалежних від влади російських та західних істориків, кількість жертв сталінського демоциду зазначається, як в десятки разів більша від наведеної В. Земськовим. Наприклад, багаторічний радянський політв'язень Oлександр Солженіцин на підставі власних спостережень і досліджень, у книзі «Архіпелаг ГУЛАГ» вказує більш реалістичну кількість жертв сталінського режиму в розмірі 66 мільйонів людей, а оцінки західних істориків називає між 45 млн та 80 млн жертв репресій.
Заслужений професор Гавайського університету, автор терміна і концепції демоциду, історик та дослідник Рудольф Руммель в одній зі своїх 24 наукових праць «Смертельна політика: Радянський геноцид і масові вбивства з 1917 року», посилаючись на чисельні джерела, фахово обґрунтовує розрахунки та вказує кількість людських жертв серед цивільного населення за період правління Йосипа Сталіна в розмірі 51 млн 755 тис. осіб, з яких близько 40 мільйонів померло або було вбито в таборах ГУЛаг.

Багаторічний радянський політв'язень Розанов Михайло Михайлович згадував про надвисоку смертність в російському таборі Ухтинсько-Печорський ВТТ, де він відбував 3650 днів каторги:
Що не день, то списують 200—300 людей. Мруть, як мухи. Одні від цинги, інші від виснаження, треті від роботи і холоду.

## Репресії як метод покарання
Термін «репресії» використовується в СРСР для визначення методу покарання людей, які вважалися антиреволюційними елементами і ворогами народу. Чистки мотивувалися бажанням частини партійного керівництва позбавитися інодумчих елементів з Партії і з метою утвердження влади Сталіна. Інші кампанії репресії проводилися проти соціальних груп, які вважалися або були звинувачені у діяльності з прихованими політичним мотивами чи протистояли радянській владі і політиці Комуністичної партії.
Також велика кількість чисток зображалася як усунення можливості саботажу і шпигунства, з огляду на можливу війну з Німеччиною. Найбільша суспільна увага була сконцентрована на репресіях як проти самих лідерів Комуністичної партії, так і проти державних службовців і командного складу збройних сил, широкого загалу членів Партії. Масові репресії в цей час супроводжувалися разом із порушеннями радянськими державними органами радянської законності.
Однак, кампанія репресій торкнулася представників багатьох інших груп суспільства: інтелігенції, селян і особливо, яких називали «надто багатими селянами» (куркулями). Вістря репресій НКВС було спрямоване також проти цілих етносів і етнічних груп, яких називали «п'ятою колоною».
Судячи з промови Микити Хрущова «Про культ особи і його наслідки», що прозвучала на ХХ з'їзді КПРС у 1956 р., та недавніх досліджень, більшість звинувачень, включаючи ті, що прозвучали на Московських процесах, були базовані на примусових зізнаннях, часто здобуті за допомогою тортур і під впливом вільної інтерпретації статті 58 Кримінального Кодексу. На основі цієї статті звинуваченим приписували контрреволюційні злочини. Замість судових процесів часто діяли так звані трійки НКВС. Сотні тисяч людей були звинувачені за сфабрикованими доказами у різноманітних політичних злочинах (шпигунство, шкідництво, саботаж, антирадянська агітація і пропаганда, таємна підготовка до державного перевороту, тероризм), а потім розстріляні або відправлені у табори ГУЛАГу. Багато з них померло у робітничих таборах від недоїдання, хвороб і виснаження.
Широкомасштабні політично вмотивовані вбивства сьогодні називається терміном «демоцид» або «політцид».

## Ідеологічне обґрунтування репресій
На об'єднаному Пленумі ЦК і ЦКК у січні 1933 року Сталін заявив:
Сильна і могутня диктатура пролетаріату — ось що нам потрібно тепер, для того, щоб зітерти в порох останні рештки вимираючих класів і розбити їхні злодійські махінації.
Влітку 1930 року на XVI з'їзді партії Сталін заявив:
Репресії є необхідним елементом наступу» . Ідеологічною основою репресій була боротьба проти «ворогів народу.
Підбиваючи на об'єднаному Пленумі ЦК і ЦКК у січні 1933 року підсумки першої п'ятирічки, Сталін включив у доповідь спеціальний розділ про завдання і результати боротьби «із залишками ворожих класів:
Ми утвердили у всіх сферах народного господарства принцип соціалізму, вигнавши звідти капіталістичні елементи.
Далі він, по-перше, розкриває хто мається на увазі під останніми. Останніми залишками вимирущих класів є
...промисловці і їх челядь, торговці і їх посіпаки, колишні дворяни і попи, куркулі і підкуркульники, колишні білі офіцери і урядники, поліціянти і жандарми, різного ґатунку буржуазні інтелігенти і всі антирадянські елементи. Єдине, що їм залишається робити, це пакостити і шкодити робітникам і колгоспникам, Радянській владі, партії. І вони шкодять як тільки можуть. Сила і міцна диктатура пролетаріату — ось що нам потрібно тепер для того, щоб розвіяти останні залишки вимирущих класів і робити злодійські махінації» [61:22].
Сталін стверджував, що представники цих ворожих класів
...розповзлися по наших заводах і фабриках, по наших установах і торговельних організаціях, по підприємствах залізничного і водного транспорту і головним чином — по колгоспах і радгоспах. Розповзлися і сховалися вони там, нап'явши маску „робітників“ і „селяни“, причому дехто з них проліз навіть у партію. (Сталин. Сочинения. Т. 13. — С. 207—208).

## Найбільш масштабні репресивні акції

### Розгром троцькістської опозиції
Відразу після смерті Володимира Леніна у 1924 році утворилося декілька угруповань всередині керівництва партії, кожна з якої претендувала на владу. Льву Троцькому протистояла більшість керівництва країни на чолі з Зінов'євим, Каменєвим і Сталіним, так звана «трійка». Привід до конфлікту з Троцьким був у тому, що, на його думку, необхідно було всіляко сприяти всесвітній революції. При цьому Сталін відстоював концепцію побудови соціалізму в одній країні. Але насправді коренем конфлікту була боротьба за концентрацію всієї повноти влади в руках Сталіна. Троцький був усунутий з займаних посад, його прихильники були витіснені від керівництва Партії і держави. Погляди Троцького («троцькізм») були оголошені ворожою ленінізму дрібнобуржуазною течією. У середині 1920-х років до нього приєдналися Зінов'єв і Камєнєв, які після розгрому Сталіном т. зв. «Нової опозиції» стрімко втрачали владу. У липні — жовтні 1926 року Троцький, Зінов'єв, Камєнєв були виключені з політбюро. Проти «троцькістів» і «зінов'євців» почалися справжні гоніння і репресії. У лютому 1929 р. Троцький був видворений за межі СРСР, а в 1940 році — вбитий агентом НКВС.

Вважається, що «троцькістів» було остаточно розгромлено у 1934 році. 26 січня 1934 року на «З'їзді переможців» Сталін заявив:
Ми перемогли ворогів партії, тобто троцькістські і бухарінські групи опозиції, але залишки їх ідеології все ще живуть в умах індивідуальних членів…, а також їх контрреволюційна програма відновлення капіталізму в СРСР.
Протягом 1934—1936 років з лав партії було виключено 18,3 % із 1916,5 тисячі її членів, більшість яких було заарештовано і страчено. Зокрема з 1966 делегатів «З'їзду переможців» 1108 було арештовано й більшість із них розстріляні. Пізніше чистки торкнулися також і органів НКВС — з 1 жовтня 1936 р. по 15 серпня 1938 р. було арештовано 2273 людей, з них за «контрреволюційні злочини» — 1862. Після приходу Лаврентія Берії за 1939 рік до них додалося ще 937 людей.

### Ліквідація куркульства як класу
Сталіну і партійному керівництву для проведення колективізації на селі потрібна була опора. Сталін усвідомлював, що найбільшим ворогом його планам є клас заможного селянства і тому партія взяла курс на ліквідацію куркульства. Сталін закликав до «ліквідації куркульства як класу». Ця класична тактика за принципом «поділяй та володарюй» була розрахована на те, щоб ізолювати найзаможніших хазяїв від маси бідних селян. Проте визначити, хто саме є куркуль, було не просто. Вважалося, що куркулі мають більше засобів виробництва, ніж середняки, й використовують найману працю. Підрахували, що вони становили близько 5 % селян. Але зображення урядом куркулів як «кровопивців-лихварів» та «експлуататорів» своїх односельців рідко відповідало дійсності.
Тих, хто чинив найупертіший опір, розстрілювали або масово вивозили в табори примусової праці на Північ чи до Сибіру. Решту позбавляли всієї їхньої власності (включаючи хату й особисті речі), не приймали до колгоспів, лишаючи їх напризволяще. Розкуркулювання сягнуло апогею взимку 1929/1930 рр. Найпоширенішою його формою стала депортація. Сотні тисяч селян разом із сім'ями виганяли з домівок, саджали у товарні потяги й вивозили за тисячі кілометрів на Північ, де їх скидали серед арктичної пустелі, нерідко без їжі та притулку. З понад мільйона українських селян, експропрійованих радянським режимом на початку 1930-х років, близько 850 тис. депортували на Північ, де багато з них, особливо дітей, загинули.
Та найстрашнішим засобом боротьби сталінської влади проти українського селянства став Голодомор 1932—1933 років.

### Переслідування ЛГБТ
15 вересня 1933 року заступник голови ОДПУ Генріх Ягода доповів Йосипу Сталіну про розкриття «змови спільноти гомосексуалістів» у Москві та Ленінграді. Як вказував Ягода в пояснювальній записці, «змовники займалися створенням мережі салонів та інших організованих формувань з подальшим перетворенням цих об'єднань на прямі шпигунські осередки» .
Пізніше для широкого загалу з'явився анонімний лист «старого більшовика», в якому розповідалося «про перший випадок успішної війни ОДПУ за статеве здоров'я радянського народу і одночасно з контрреволюцією». У цьому листі йшлося : «помічник німецького військового аташе зумів проникнути до кола гомосексуалів у Москві та Ленінграді і під прикриттям їхньої «організації» створив широку мережу для пропаганди націонал-соціалістичних, тобто нацистських чи фашистських ідей. Філії цієї «організації» з'явилися у Харкові, який на той момент був столицею Української СРСР, у Києві та інших містах у різних республіках .
Сталін доручив «показово покарати покидьків, а до законодавства запровадити відповідну керівну постанову. На першому етапі заарештували близько 130 осіб які під тортурами дали потрібні зізнання, а 17 грудня 1933 року Президія Центрального виконавчого комітету СРСР ухвалила поширити кримінальну відповідальність на «мужоложство». Статтю додали до Кримінального кодексу РРФСР 1 квітня 1934 року у розділ «статеві злочини» під номером 154-а. За «добровільний» статевий акт між двома чоловіками засуджували терміном від трьох до п'яти років таборів, а за «мужоложство» із застосуванням насильства — від п'яти до восьми.
Першим відомим гомосексуалом що постраждав від сталінських репресій був Микола Клюєв. Поета звинуватили в написанні любовної лірики, яка «була написана від особи чоловічої статі до особи чоловічої статі». У лютому 1934 року Клюєв був заарештований у своїй квартирі за звинуваченням у «складанні та поширенні контрреволюційних літературних творів», а у 1937 розстріляний  

.

### Репресії за релігійні переконання
Репресії за релігійні переконання проходили в кілька етапів
Великих втрат зазнала анексована в 1939—1940 рр. Західна Україна, де рівень релігійності був високим. Винищення представників релігійних культів, активних вірян, культових споруд тривало тут протягом усієї радянської доби, особливо запекло в період пізнього сталінізму.

### Процес проти «Спілки Визволення України»
У 1929 р. почався сфабрикований процес проти вигаданої «Спілки Визволення України». У належності до таємної націоналістичної організації під назвою «Спілка визволення України» (СВУ) було звинувачено 45 провідних учених, письменників та інших представників інтелігенції, включаючи Сергія Єфремова, Володимира Чехівського, Андрія Ніковського, Йосипа Гермайзе, Михайла Слабченка, Григорія Голоскевича та Людмилу Старицьку-Черняхівську. «Виявленій» організації приписувалася мета: за допомогою чужоземних держав, емігрантських сил, підбурювання селянства проти колективізації, вбивства Сталіна та його соратників, відокремити Україну від СРСР.

### Боротьба зі «шкідництвом»

#### Підґрунтя репресій
Вирішення завдання форсованої індустріалізації вимагало не тільки вкладення величезних засобів, але і створення численних технічних кадрів. Основну масу робітників, однак, складали вчорашні неписьменні селяни, що не володіли достатньою кваліфікацією для роботи зі складною технікою. Радянська держава також сильно залежала від технічної інтелігенції, що дісталася в спадщину від царських часів. Ці фахівці найчастіше були досить скептично налаштовані стосовно комуністичних гасел. Партія комуністів, що виросла в умовах громадянської війни, сприймала всі збої, що виникали в ході індустріалізації, як свідомий саботаж, результатом чого стала кампанія проти так званого шкідництва. У ряді процесів у справах про шкідництво і саботаж висувалися, наприклад, такі обвинувачення:
- Підготовка невірних звітів про фінансове становище СРСР, що приводило до підриву його міжнародного авторитету (справа Трудової селянської партії).
- Саботаж за завданням іноземних розвідок шляхом недостатнього розвитку текстильних фабрик, створення диспропорцій у напівфабрикатах, що повинно було потягти за собою підрив економіки СРСР і загальне невдоволення (справа Промпартії);
- Псування насінного матеріалу шляхом його зараження, свідоме шкідництво в галузі механізації сільського господарства шляхом недостатнього постачання запчастин (справа Трудової селянської партії);
- Нерівномірний розподіл за завданням іноземних розвідок товарів за районами, що приводило до утворення надлишків в одних місцях і дефіцитові в інших (справа меншовицького «Союзного бюро»).

#### Найвідоміші справи проти «шкідників»
- Шахтинська справа — відкритий процес, що відбувся в 1928 році на Донбасі. 53 інженери і керівника звинуватили у навмисному шкідництві, створенні підпільної шкідницької організації. 11 осіб засуджені до розстрілу.

- Справа Промпартії. У 1930 році відбувся відкритий процес у справі «Промпартії», державним обвинувачем на якому був призначений прокурор Криленко (розстріляний у 1937 році). Обвинувачуваними в основному були представники так званої «буржуазної інтелігенції», яким приписувався саботаж індустріалізації СРСР, співробітництво з іноземними розвідками, підготовка іноземної військової інтервенції в СРСР. Іноземним технічним фахівцям приписувалося ведення в СРСР шпигунської діяльності. Процес пройшов не у всьому гладко. Обвинувачуваний Разін дав свідчення про те, що він на випадок інтервенції пропонував на посаду міністра промисловості і торгівлі в окупаційному уряді фабриканта Рябушинського, однак з'ясувалося, що Рябушинський помер за рік до того, як йому «пропонували посаду міністра».
- Справа Трудової селянської партії. Справа так званої «контрреволюційної есерівсько-куркульської групи Чаянова — Кондратьєва» відбулася також у 1930 році. Обвинувачуваним приписувався саботаж в галузі сільського господарства та індустріалізації.
- Справа «Союзного бюро». Відкритий процес над колишніми меншовиками відбувся в березні 1931 року. Обвинувачуваним приписувався саботаж в галузі планування господарською діяльністю, зв'язок з іноземними розвідками.
- «Пулківська справа» Справа сфабрикована НКВС проти групи радянських вчених за звинуваченням в «участі у фашистсько-троцкістсько-зінов'євській організації». Їм інкримінувалась спроба терористичних актів проти керівників СРСР, а також шкідництво (зокрема саботаж спостережень сонячних затемнень).

### Єжовщина
Максимуму своєї інтенсивності сталінські репресії сягають у 1936—1938 роках, коли НКВС очолив Микола Єжов. Цей період в історії став відомим під назвою «Єжовщина», або «Великий терор». Сигналом до початку масових репресій послужило вбивство Сергія Кірова 1 грудня 1934 р. за ініціативою Сталіна ЦВК й РНК СРСР прийняли постанову «Про внесення змін у чинні кримінально-процесуальні кодекси союзних республік» наступного змісту:
Після чисток у лавах партії, предметом особливої уваги органів НКВС стали «колишні куркулі», «члени антирадянських партій», «учасники козацько-білогвардійських повстанських організацій, фашистських, терористичних і шпигунсько-диверсійних контрреволюційних формувань» та інші особи, що ведуть «антирадянську злочинну діяльність». Згідно з наказом Політбюро НКВС № 0447 «Про операції з репресування колишніх куркулів, кримінальників й інших антирадянських елементів» органам НКВС було доручено «самим нещадним чином розгромити всю цю банду антирадянських елементів». Усього тільки в рамках «куркульської операції» було засуджено трійками 818 тис., з них до розстрілу 436 000 осіб.
Також предметом уваги НКВС стали іноземці, етнічні меншості, що підлягали репресіям згідно з постановою Політбюро ЦК ВКП(б) «Про міри, що обгороджують СРСР від проникнення шпигунських, терористичних і диверсійних елементів» від 9 березня 1936 року. За цим наказом було засуджено 103 489 осіб, у тому числі до розстрілу 84 471 людина.
Загалом, за даними комісії «зі встановлення причин масових репресій проти членів і кандидатів у члени ЦК ВКП(б), обраних на XVII з'їзді партії», репресовано 1 548 366 осіб і з них розстріляно 681 692, тобто в середньому розстрілювалося близько тисячі осіб у день.

### Репресії проти української інтелігенції

#### Підґрунтя репресій
Трагічною сторінкою історії України стало знищення радянською владою цілого покоління української інтелігенції, що увійшло в історію під назвою «розстріляне відродження».

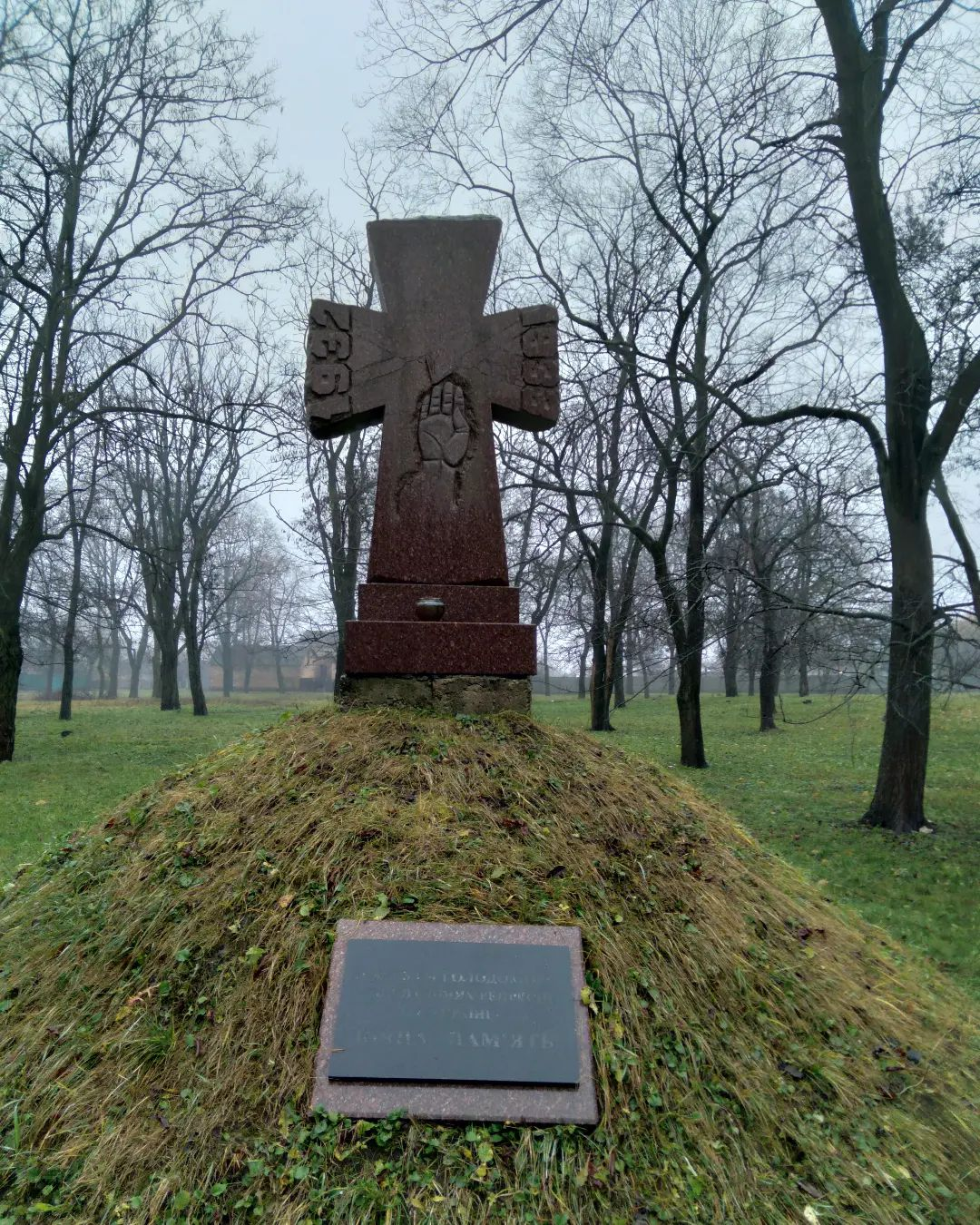
Пам'ятник жертвам Голодоморів і політичних репресій в м. Знам'янка

Кульмінацією дій радянського репресивного режиму стало 3 листопада 1937 року, коли «на честь 20-ї річниці Великого Жовтня» у Соловецькому таборі особливого призначення за вироком Трійки були розстріляні понад 100 представників української інтелігенції, серед яких Лесь Курбас, Микола Куліш, Матвій Яворський, Володимир Чеховський, Валер'ян Підмогильний, Павло Филипович, Валер'ян Поліщук, Григорій Епік, Мирослав Ірчан, Марко Вороний, Михайло Козоріс, Олекса Слісаренко, Михайло Яловий та інші.
Наступного, 1938 року були розстріляні Гнат Хоткевич та Василь Верховинець. Протягом кінця 1930-х років також було розстріляно, за різними оцінками, від 200 до 337 бандуристів.

#### Репресії в Західній Україні
Після захоплення протягом 1939—1940 років радянськими військами Галичини, Буковини та Прибалтики, радянський терор поширився і на ці краї. Сотні тисяч осіб здебільшого польського населення було депортовано до початку війни у віддалені райони СРСР. 12 травня 2023 року стало відомо, що у селі Пивовариха Іркутської області (РФ) було демонтовано пам'ятники полякам і литовцям, що були репресовані у 30-х роках XX ст. у СРСР.
У перші місяці радянсько-німецької війни 1941—1945 рр. НКВС без належного окремого слідства та суду, яке вимагалося згідно з тогочасним радянським законодавством, розстріляло десятки тисяч в'язнів тюрем НКВС у Західній Україні, котрі ще раніше були під слідством або відбували строки по різних статтях Кримінального кодексу СРСР. Після закінчення Другої світової війни значну частину українців цих районів було депортовано в Сибір. З 1944 по 1952 р. в західних областях України до 500 тисяч осіб зазнало різних видів репресій, зокрема арештовано понад 134 тисяч, вбито понад 153 тис., вислано назавжди з УРСР понад 203 тисяч осіб. Терор замість страху спричиняв несприйняття радянської влади — тільки за три місяці 1953 р. військовою цензурою було затримано 195 тисяч листів із Західної України за кордон з негативною оцінкою влади.
У вересні 1949 року до Амурської області доставлені на спецпоселення 1236 ОУНівців.
До Чити на поселення прибули 1007 оунівців. Усі направлені на роботу у золотодобувну промисловість.

### Репресії проти єврейської інтелігенції
У 1948 році була розпочата «Справа лікарів» проти групи високопоставлених еврейских лікарів, звинувачених у змові і вбивстві ряду радянських лідерів.
У 1951—1952 роках до розстрілу та значних термінів ув'язнення була засуджена група єврейської молоді (студенти молодших курсів вишів та школярі) з організації «Союз боротьби за справу революції», які створили молодіжну ліворадикальну антисталінську підпільну організацію та виступали з критикою чинного режиму.

### Репресії в Червоній армії
Напередодні та в добу Другої світової війни в Червоній армії не припинялися політичні репресії.
Більшість із військовослужбовців притягалися до відповідальності за вигаданими необґрунтованими обвинуваченнями.

### Репресії проти ветеранів та інвалідів Другої світової війни

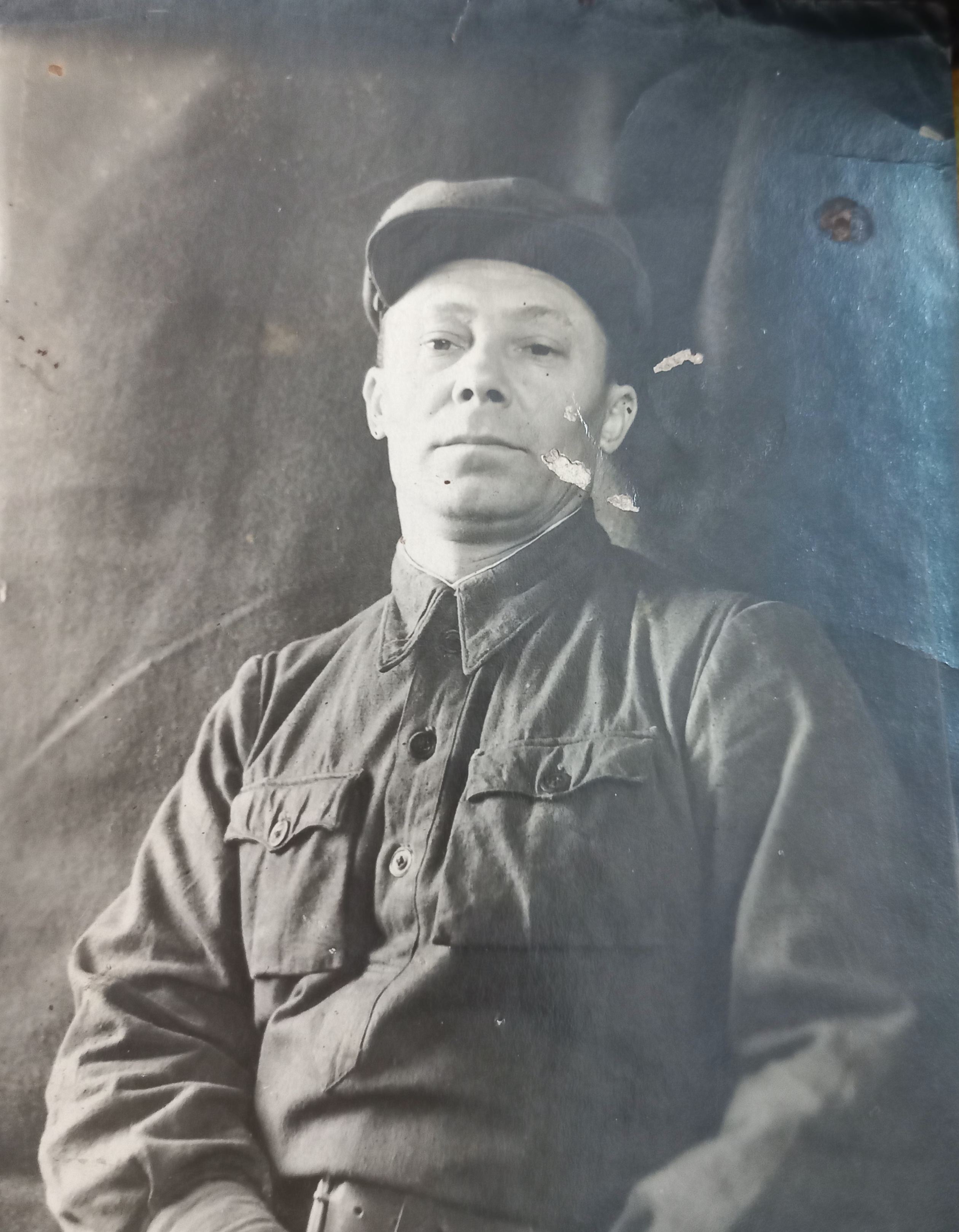
Панас Кравцов, українець, ветеран радянсько-фінської та Другої світової воєн, висланий на Камчатку, одна з жертв післявоєнних репресій

У 1949 році, перед святкуванням 70-річчя ювілею Сталіна, у СРСР були репресовані фронтовики, інваліди Другої світової війни. Частину з них розстріляли, іншу частину вивезли на далекі острови Півночі та у глухі кути Сибіру. Широко відомий Валаам — табір інвалідів Другої світової війни розташований на острові Валаам (північна частина Ладозького озера), куди в 1950—1984 звозили інвалідів війни.

## Цікаві факти
Репресивна система СРСР в структурі НКВС мала «чорну касу», куди вносили захоплені під час арешту особисті кошти та коштовності репресованих осіб, їх нерухомість (квартири) й подібне майно; що врешті створило матеріально-економічну зацікавленість державних службовців фальсифікувати справи з метою пограбування народу та самозбагачення кримінальним шляхом.